# Unkapanı
Unkapanı ("Bilancia della farina" in Turco) è un quartiere del distretto di Fatih, a Istanbul, in Turchia. Esso si affaccia sul Corno d'Oro, ed ha una grande importanza storica, essendo il luogo dove venivano sbarcati e si conservavano e macinavano i cereali. 

## Storia
In epoca ottomana, poiché alcuni luoghi di vendita avevano grandi bilance chiamate Kabban in arabo, questi luoghi erano chiamati Kapan. A quel tempo, qui si trovavano i magazzini dove si conservavano farina (un in Turco) e cereali. Poiché sulla costa di Unkapanı ancoravano navi cariche di grano e orzo, il quartiere prese questo nome nel XIX secolo. Esistono anche varianti chiamate yağkapanı e balkapanı (il Balkapanı Hanı era a Sirkeci) a seconda dei prodotti (rispettivamente olio e miele) portati ai magazzini. Il nome Unkapanı Plakçılar Çarşısı (Bazar Unkapanı Plakçılar) è usato anche per i Palazzi IMÇ, il centro del mercato musicale turco, dove si trovano negozi di dischi e produttori musicali.  La più grande struttura molitoria del quartiere, il quale ha magazzini di grano, mulini e panetterie in quasi ogni strada, è il Mulino di Unkapanı.
Istanbul, che si distinse come la città più popolosa del mondo nel 600, 1200, 1500, 1600 e 1700 d.C., lo fu in particolare per circa 250 anni dopo essere diventata la capitale ottomana nel 1453. In età ottomana, il centro amministrativo dell'organizzazione economica e sociale di Istanbul volta ad assicurare l'approvvigionamento di cereali si trovava nel quartiere di Unkapanı, che si affacciava sull'enorme porto del Corno d'Oro.